# Mahō Shōjo Ore
Mahō Shōjo Ore (jap. 魔法少女俺) ist eine Manga-Serie von Icchokusen Mōkon, die von 2012 bis 2014 in Japan erschien. Die Parodie auf Magical-Girl-Serien erzählt von zwei Mädchen, die sich als Magical Girls in muskulöse Männer verwandeln. Der Manga wurde 2018 als Anime-Fernsehserie adaptiert. 

## Handlung
Die Schülerin Saki Uno (卯野 さき) bildet zusammen mit ihrer Sandkastenfreundin Sakuyo Mikage (御翔 桜世) das Idol-Duo „Magical Twin“. Obwohl sie mit Konami Yamo (矢茂 小波) einen eigenen Manager haben und mit Begeisterung singen, haben sie keinen Erfolg. Das liegt auch daran, das vor allem Saki weder gut singen noch tanzen kann. Im Gegensatz zu ihnen ist Sakuyos großer Bruder Mohiro Mikage (御翔 桃拾) mit seinem Partner Hyōe (兵衛) sehr erfolgreich – und Saki ist seit langem in den stillen Mohiro, der unglaublich gut singen kann, verliebt. Als eines Tages Mohiro von riesigen, niedlichen Dämonen angegriffen wird, taucht die Fee Kokoro-chan auf. Er bietet Saki magische Kräfte an, um ihren Geliebten zu retten, und trotz Kokoros Gangster-haften Verhaltens gibt sie schließlich nach und wird zu einem Magical Girl. Entgegen ihren Erwartungen nimmt sie jedoch die Gestalt eines muskulösen jungen Mannes an, bekleidet mit rosa, rüschigen Kleid. Es gelingt ihr die Dämonen zu besiegen und auf die Frage Mohiros nach ihrem beziehungsweise seinem Namen antwortet Saki: „Mahō Shōjo Ore“.
Es bleibt nicht bei einem Angriff der Dämonen und so muss Saki Mohiro erneut retten. Dabei gerät sie selbst in Bedrängnis und Sakuyo will ihr helfen. So wird auch Sakuyo durch Kokoros Zutun zu einem Magical Girl in Männergestalt, wie Saki aus Liebe – aber in Sakuyos Fall aus Liebe zu ihrer Freundin, die sie ihr bisher nie gestehen konnte. So beginnen nun beide Mädchen, neben ihrem Idol-Dasein, noch nebenbei Dämonen zu bekämpfen, die immer wieder Mohiro angreifen. Ihr Manager ist ein begeisterter Fan von Magical Girls und vermarktet sie in ihrer Verwandlung als neue Idol-Gruppe, die nun tatsächlich großen Erfolg hat und ins Fernsehen kommt. Die beiden Mädchen können zu ihren Vorbildern aufschließen und treffen nun häufiger Mohiro und seinen Partner Hyōe, selbst zufällig in der Freizeit. Denn die beiden Jungen scheinen förmlich unzertrennlich zu sein. Dazu hat Hyōe noch eine Abneigung gegen Saki und lässt sie das immer wieder spüren. Außerdem trifft „Magical Twin“ auf das Idol-Duo aus Michiru Ogawa und Ruka Kiryu, die schon länger erfolgreich sind. Der Erfolg der beiden Magical „Girls“ bringt sie in Bedrängnis, aber Michiru ist auch heimlich in Ore verliebt. Schließlich werden auch sie von einer Fee zu Magical Girls – mit der gleichen Verwandlung wie bei den beiden anderen – aber weil Michiru die Erfahrung einer echten Liebe fehlt, geht ihr schnell die Magie aus.
Nach ständigen Angriffen von Dämonen, die sich immer wieder gegen Mohiro richten, suchen die Saki und Sakuyo nach der Ursache. Sie haben Hyōe in Verdacht, der immer in der Nähe und ihnen gegenüber missgünstig ist. Doch als sie ihn schließlich zur Rede stellen stellt sich heraus, dass Hyōe selbst der Prinz der Feen ist. Er ist in der Nähe von Mahiro, um ihn zu beschützen, auch wenn ihm das nicht immer gelingt. Als wahrer Übeltäter stellt daraufhin Konami Yamo heraus. Er hat Mohiro nun erfolgreich entführt, droht der Menschheit mit seiner Dämonenarmee und fordert die Magical Girls zum Kampf heraus. Die nehmen an uns folgen ihm in sein Versteck, in das schließlich nur Saki eindringen kann. Dort offenbart ihr der Manager, dass er sich zur Erde hat senden lassen, weil er tatsächlich Fan von Magical Girls ist. Doch traf er nur alt gewordene Magical Girls, die ihn enttäuschten, so dass er Manager wurde. Mit Sakis und Sakuyos Verwandlung wurde sein Traum nun endlich wahr. Und um ihnen ewigen Ruhm zu bescheren inszenierte er immer weitere Angriffe bis zu diesem, um sich von ihr vor aller Öffentlichkeit besiegen zu lassen. Saki lehnt das ab, da sie nicht durch eine Inszenierung zur Heldin werden will. Schließlich wird Konami Yamo von den Feen gefangen genommen und Saki und Sakuyo leben wieder ihr Leben als einfaches und erfolgloses Idol-Duo weiter, das nur noch sporadisch in die Rolle als Magical Girl schlüpft.

## Veröffentlichung
Der Manga erschien von November 2012 bis Februar 2014 im Magazin Comic Be des Verlags Fusion Product. Dieser brachte die Kapitel auch in zwei Sammelbänden heraus. Im April 2018 startete eine Fortsetzung im gleichen Magazin.

## Anime-Adaption
Beim Studio Pierrot Plus entstand 2018 eine zwölfteilige Anime-Fernsehserie zum Manga. Regie führte Itsuro Kawasaki und das Charakterdesign entwarf Yukiko Ibe. Die künstlerische Leitung lag bei Yuka Hirama. 
Die Ausstrahlung der je 25 Minuten langen Folgen begann am 2. April 2018 bei AT-X und Tokyo MX. Am 18. Juni 2018 wurde die letzte Folge gezeigt. Parallel fand die internationale Veröffentlichung über die Plattform Crunchyroll statt, unter anderem mit deutschen und englischen Untertiteln. 

### Synchronisation
| Rolle         | Japanische Stimme                       |
| ------------- | --------------------------------------- |
| Saki Uno      | Ayaka Ohashi Kaito Ishikawa (männlich)  |
| Sakuyo Mikage | Sachika Misawa Wataru Hatano (männlich) |
| Sayori Uno    | Aya Hisakawa                            |
| Kokoro-chan   | Kazuya Ichijō                           |
| Mohiro Mikage | Toshiyuki Toyonaga                      |
| Hyōe          | Koji Yusa                               |
| Konami Yamo   | Showtaro Morikubo                       |

### Musik
Die Musik wurde komponiert von Takeshi Nakatsuka. Der Vorspann der Serie ist mit dem Lied Noisy Love Power von Ayaka Ohashi unterlegt, für den Abspann verwendete man Garasu no Ginga (硝子の銀河) von Star☆Prince.